# Benjamin Kololli
Benjamin Kololli (ur. 15 maja 1992 w Aigle) – szwajcarski piłkarz pochodzenia kosowskiego, od 2016 roku reprezentant Kosowa w piłce nożnej.